# Завод суперфосфату у Нандесарі
Завод суперфосфату у Нандесарі – підприємство з виробництва фосфорних добрив у індійському штаті Гуджарат.
З 1974-го у Нандесарі (індустріальна зона на околиці міста Вадодара) діяло крихітне виробництво суперфосфату річною потужністю 2,2 тисяч тон на рік, яке станом на 1986/1987 бюджетний рік належало компанії Growmore Fertilizers. З 1996-го власником власником стала Liberty Phosphate Limited, яка активно розвивала напрямок виробництва суперфосфату і станом на першу половину 2010-х володіла вже шістьома заводами у кількох штатах, сукупна потужність яких наближалась до 1 млн тон на рік (ще один завод знаходився на етапі будівництва). При цьому майданчик у Нандесарі пройшов у 2012-му модернізацію зі збільшенням річної потужності зі 100 тисяч тон до 198 тисяч тон суперфосфату.
В 2013-му бізнес Liberty Phosphate викупила компанія Coromandel International Limited (найбільшим учасником є група EID Parry), яка також керує потужними комплексами з виробництва добрив у Енноре, Вішакхапатнамі та Какінаді, а також заводом суперфосфату в Раніпеті.
У 2021/2022 бюджетному році майданчик в Нандесарі випустив 130 тисяч тон продукції.